# Stylidium drummondianum
Stylidium drummondianum este o specie de plante dicotiledonate din genul Stylidium, familia Stylidiaceae, ordinul Asterales, descrisă de A. Lowrie și Amp; S. Carlquist. Conform Catalogue of Life specia Stylidium drummondianum nu are subspecii cunoscute.